# Dennis Krohne
Dennis Krohne (Groningen, 23 september 1988) is een Nederlands voetballer.
Krohne debuteerde voor FC Groningen in de eredivisie op 28 februari 2009 in de wedstrijd tegen AZ. Op 21 januari had hij reeds zijn debuut gemaakt in het duel om de KNVB beker tegen NAC Breda. Hij is de jongere broer van Rogier Krohne.
Met ingang van het seizoen 2010/2011 speelt Krohne in de Zaterdagtopklasse bij Harkemase Boys. Hij zou na dat seizoen vertrekken naar HHC Hardenberg, dat ook uitkomst in de Zaterdagtopklasse, maar in juni kreeg hij een aanbieding van eerstedivisionist AGOVV Apeldoorn. Krohne besloot op die aanbieding in te gaan, waardoor hij volgend seizoen in de Eerste divisie speelt. In 2012 stapte hij over naar HHC Hardenberg tot en met het seizoen 2015/16.